# Délicieuse (film, 1931)
Pour le film de Norman Taurog, voir Délicieuse.
Pour les articles homonymes, voir Delicious (homonymie).
Pour plus de détails, voir Fiche technique et Distribution.
Délicieuse (titre original : Delicious) est un film musical américain réalisé par David Butler sur une musique de George Gershwin, sorti en 1931.

## Synopsis
Heather Gordon est une jeune fille écossaise qui émigre en bateau en Amérique, et se retrouve avec un groupe de musiciens hétéroclites à Manhattan.

## Fiche technique
- Titre original : Delicious
- Réalisation : David Butler
- Scénario : Guy Bolton, Sonya Levien
- Production : Fox Film Corp.
- Type : Noir et blanc, séquences en multicolor
- Musique : George Gershwin
- Genre : Film musical, comédie romantique
- Durée : 106 minutes
- Date de sortie : 27 décembre 1931

## Distribution
- Janet Gaynor : Heather Gordon
- Charles Farrell : Larry Beaumont
- El Brendel : Chris Jansen
- Raul Roulien : Sascha
- Lawrence O'Sullivan : Detective O'Flynn
- Manya Roberti : Olga
- Olive Tell : Mrs. Van Bergh

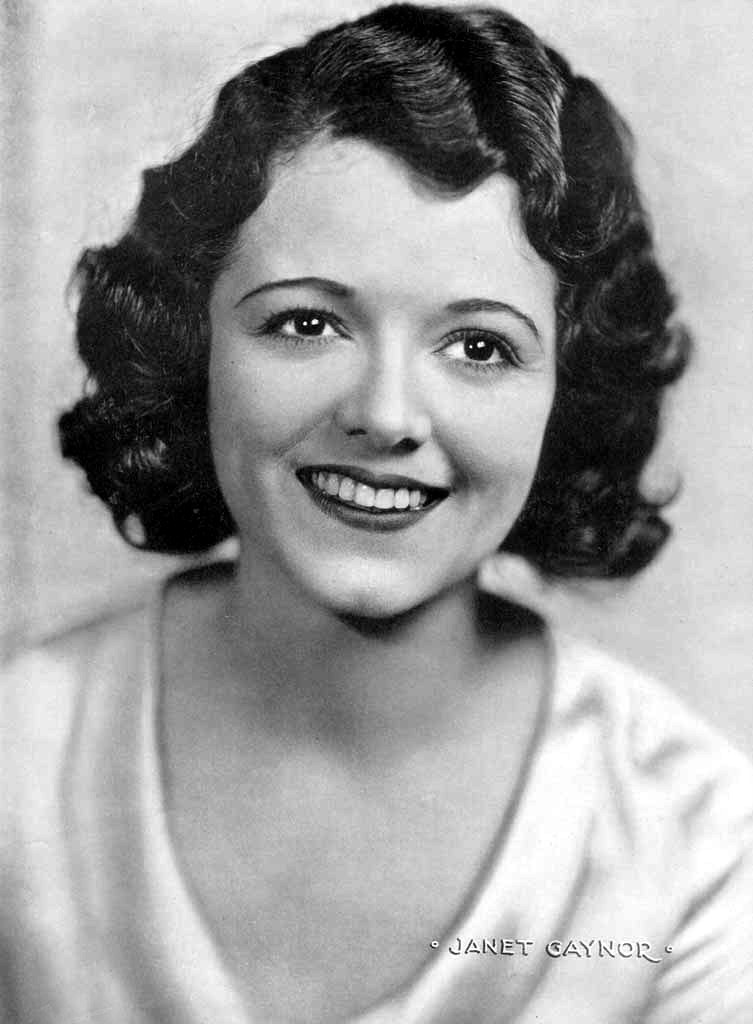
Janet Gaynor en 1931

- Virginia Cherrill : Diana Van Bergh
- Mischa Auer : Mischa
- Marvine Maazel : Toscha